# Дирани, Фирасс
Фирасс Дирани (англ. Firass Dirani; 29 апреля 1984, Сидней, Новый Южный Уэльс, Австралия) — австралийский актёр ливанского происхождения. Наиболее известен по одной из главных ролей в телесериале «Отчаянные домохозяева» (2012-2017), а также по второстепенным ролям в фильмах «Чёрная дыра» (2000), «Профессионал» (2011) и «По соображениям совести» (2016). Лауреат премии «Logie» за роль в сериале «Криминальная Австралия» (2010), также знаком по роли Ника Рассела, красного рейнджера и лидера команды в «Могучих рейнджерах: Мистическая сила».

## Биография
Родился и вырос в Сиднее, в семье ливанского происхождения. Обучался актёрскому мастерству в Актёрском колледже театра и телевидения (англ. Actors College of Theatre and Television in Sydney).

## Фильмография
| Год       |   | Русское название                    | Оригинальное название      | Роль                          |
| --------- | - | ----------------------------------- | -------------------------- | ----------------------------- |
| 2000      | ф | Чёрная дыра                         | Pitch Black                | Али                           |
| 2003      | с | Все святые                          | All Saints                 | Джо Малуф                     |
| 2006      | с | Могучие рейнджеры: Мистическая сила | Power Rangers Mystic Force | Ник Рассел / Красный рейнджер |
| 2006      | ф | Морской пехотинец                   | The Marine                 | полевой командир Аль-Каиды    |
| 2008      | ф | Чёрный шар                          | The Black Balloon          | Рассел                        |
| 2010      | с | Криминальная Австралия              | Underbelly                 | Джон Ибрагим                  |
| 2011      | ф | Профессионал                        | Killer Elite               | Бахит                         |
| 2012—2017 | с | Отчаянные домохозяева               | House Husbands             | Джастин Байни                 |
| 2016      | ф | По соображениям совести             | Hacksaw Ridge              | Вито Риннелли                 |
| 2016      | ф | Дитя Осириса                        | The Osiris Child           | Кларенс Кармел                |
| 2018      | с | Посредник                           | Mr Inbetween               | Даврос                        |